# Різанина у коледжі Сент-Стівенс
Різанина в коледжі Сент-Стівенс (англ. St. Stephen's College massacre, кит. 聖士提反書院大屠殺) — низка воєнних злочинів, скоєних Імператорською армією Японії 25 грудня 1941 року під час японської окупації Гонконгу в коледжі Сент-Стівенс (район Стенлі).

## Інцидент
Рано вранці, за кілька годин до капітуляції британців наприкінці битви за Гонконг, японські солдати увірвалися в коледж Сент-Стівенс, що під час Другої світової війни використовувався як госпіталь. На той момент у коледжі перебувало понад 100 поранених, багато іноземних студентів, медсестер і викладачів. Японцям відчинили двері двоє лікарів, Блек та Вітні, тіла яких згодом знайшли понівеченими. Потім солдати вдерлися до палат і закололи багнетами кілька десятків британських, канадських та індійських поранених, які не мали змоги сховатися або чинити опір. Тих, хто вижив, а також кількох медсестер ув'язнили у двох кімнатах на другому поверсі. Трохи згодом того ж дня, коли бойові дії перемістилися далі на південь острова, подалі від коледжу, прибула друга хвиля японських військових. Вони вивели двох канадських поранених солдатів надвір, де понівечили їх і вбили. Над кількома медсестрами японці вчинили групове зґвалтування, їхні тіла також пізніше знайшли понівеченими. Наступного ранку, після капітуляції, японці наказали тим, хто вижив, спалити усі тіла просто у дворі коледжу. Інші солдати, які загинули в бою під час захисту Стенлі, також були спалені разом із загиблими під час різанини, загалом понад 100 осіб.

## Наслідки
Після падіння Гонконгу японці перетворили коледж Сент-Стівенс і територію в'язниці Стенлі на табір для інтернованих громадян, де ув'язнили понад 3000 в'язнів європейського та канадського походження. Саме їх змусили зібрати спалені рештки жертв різанини: частини кісток, зубів, ґудзики та обвуглені речі, а потім поховати їх. Надгробний камінь на кладовищі Стенлі позначає місце, де ці знахідки були поховані.
Генерал-лейтенант Такео Іто (伊東 武夫), командир 38-ї піхотної дивізії під час інциденту, був визнаний відповідальним за звірства свого підрозділу у Військовому суді над воєнними злочинцями в 1948 році та засуджений до 12 років ув'язнення, помер у 1965 році.